# Saint-Pair
Saint-Pair és un municipi francès situat al departament de Calvados i a la regió de Normandia. L'any 2007 tenia 248 habitants.

## Demografia

### Població
El 2007 la població de fet de Saint-Pair era de 248 persones. Hi havia 78 famílies de les quals 14 eren unipersonals (9 homes vivint sols i 5 dones vivint soles), 14 parelles sense fills i 50 parelles amb fills.
La població ha evolucionat segons el següent gràfic:
Habitants censats

### Habitatges
El 2007 hi havia 87 habitatges, 84 eren l'habitatge principal de la família i 2 eren segones residències. Tots els 87 habitatges eren cases. Dels 84 habitatges principals, 74 estaven ocupats pels seus propietaris, 9 estaven llogats i ocupats pels llogaters i 1 estava cedit a títol gratuït; 1 tenia dues cambres, 3 en tenien tres, 11 en tenien quatre i 68 en tenien cinc o més. 74 habitatges disposaven pel capbaix d'una plaça de pàrquing. A 33 habitatges hi havia un automòbil i a 51 n'hi havia dos o més.

### Piràmide de població
La piràmide de població per edats i sexe el 2009 era:
| Homes | Edats   | Dones |
| ----- | ------- | ----- |
| 0     | 95 o +  | 0     |
| 0     | 90 a 94 | 0     |
| 0     | 85 a 89 | 4     |
| 0     | 80 a 84 | 0     |
| 4     | 75 a 79 | 0     |
| 4     | 70 a 74 | 4     |
| 0     | 65 a 69 | 4     |
| 8     | 60 a 64 | 0     |
| 8     | 55 a 59 | 8     |
| 4     | 50 a 54 | 12    |
| 20    | 45 a 49 | 8     |
| 4     | 40 a 44 | 12    |
| 0     | 35 a 39 | 8     |
| 0     | 30 a 34 | 0     |
| 8     | 25 a 29 | 4     |
| 12    | 20 a 24 | 12    |
| 12    | 15 a 19 | 4     |
| 8     | 10 a 14 | 4     |
| 0     | 5 a 9   | 0     |
| 4     | 0 a 4   | 0     |

## Economia
El 2007 la població en edat de treballar era de 184 persones, 134 eren actives i 50 eren inactives. De les 134 persones actives 132 estaven ocupades (72 homes i 60 dones) i 1 aturada (1 dona i 1 dona). De les 50 persones inactives 18 estaven jubilades, 24 estaven estudiant i 8 estaven classificades com a «altres inactius».

### Ingressos
El 2009 a Saint-Pair hi havia 81 unitats fiscals que integraven 229,5 persones, la mediana anual d'ingressos fiscals per persona era de 20.323 €.

### Activitats econòmiques
Dels 12 establiments que hi havia el 2007, 2 eren d'empreses de fabricació d'altres productes industrials, 2 d'empreses de construcció, 4 d'empreses de comerç i reparació d'automòbils, 1 d'una empresa d'hostatgeria i restauració, 2 d'empreses de serveis i 1 d'una empresa classificada com a «altres activitats de serveis».
Dels 4 establiments de servei als particulars que hi havia el 2009, 2 eren tallers de reparació d'automòbils i de material agrícola, 1 fusteria i 1 perruqueria.
L'any 2000 a Saint-Pair hi havia 5 explotacions agrícoles.

## Poblacions més properes
El següent diagrama mostra les poblacions més properes.